# Lumières d'été
Ne doit pas être confondu avec Lumière d'été.
Pour plus de détails, voir Fiche technique et Distribution.
Lumières d'été est un film franco-japonais réalisé par Jean-Gabriel Périot, sorti en 2017.

## Fiche technique
- Titre : Lumières d'été
- Titre japonais : Natsu no hikari
- Réalisateur : Jean-Gabriel Périot
- Scénario : Jean-Gabriel Périot et Yoko Harano
- Photographie : Denis Gravouil
- Musique : Xavier Thibault
- Montage : Mona Lanfant et Jean-Gabriel Périot
- Société de production : Local Films
- Pays d'origine :  France -  Japon
- Durée : 82 minutes
- Date de sortie : 16 août 2017

## Distribution
- Hiroto Ogi
- Akane Tatsukawa
- Yuzu Horie
- Keiji Izumi
- Mamako Yoneyama

## Accueil critique
Dans les Cahiers du cinéma, Ariel Schweitzer estime que le film « demeure incapable d'approfondir les thèmes qu'il aborde » mais qu'il peut séduire « par l'élégance de sa mise en scène et la douceur de ses images célébrant la vie au-delà du poids du souvenir ».

## Sélections[2]
- San Sebastian international film festival
- Valdivia international film festival
- Hiroshima international film festival
- IndieLisboa 2017 (Lisbonne)
- Festival du Film de Cabourg
- Festival international du film de la Rochelle